# Eitel Friedrich I. (Hohenzollern)

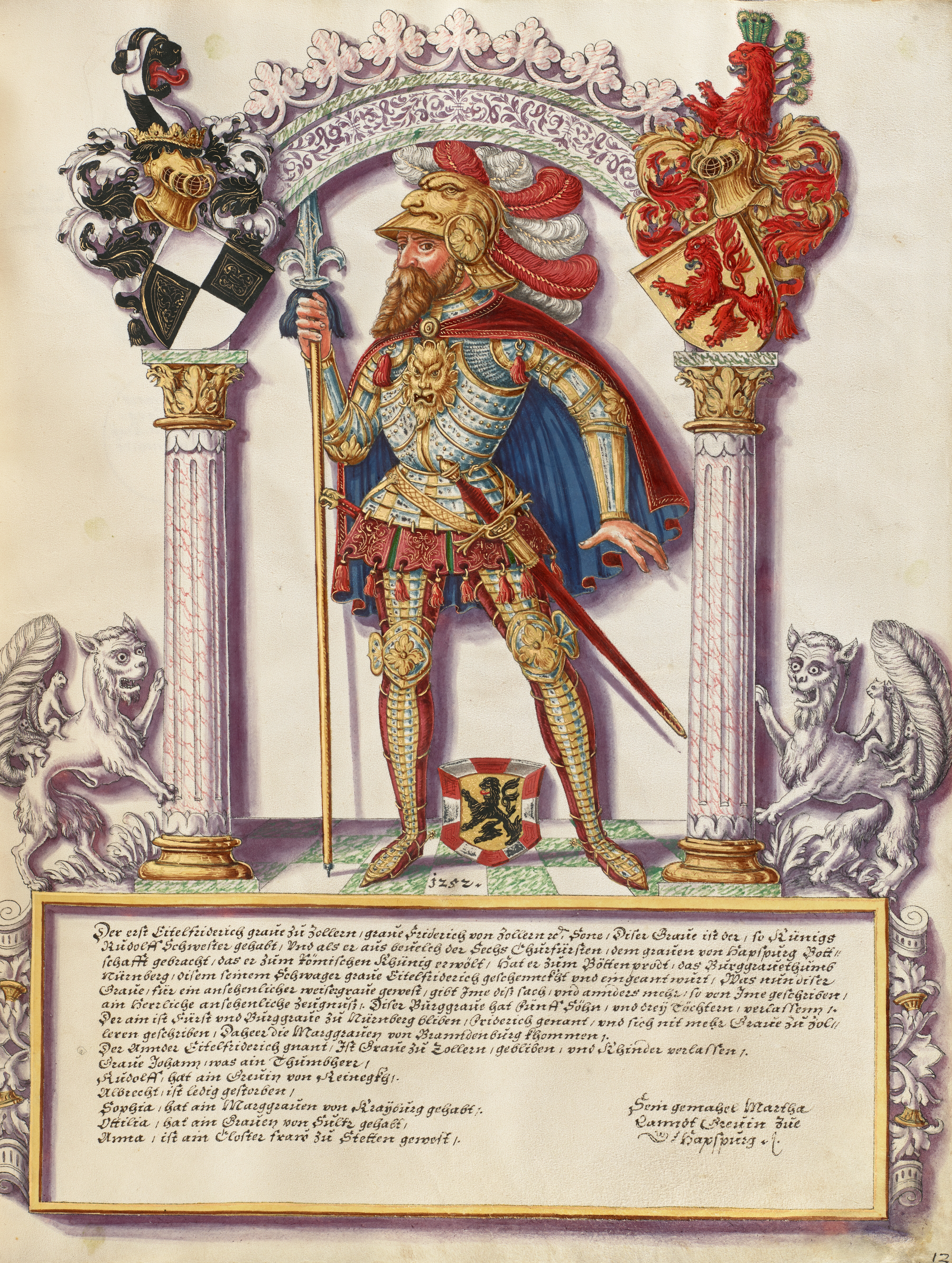
Eitelfriedrich I Hohenzollern

Eitel Friedrich I. von Hohenzollern (* um 1384; † 1439) war regierender Graf von Hohenzollern und gehörte der schwäbischen Linie der Hohenzollern an. Sein Vater war Friedrich XI. von Hohenzollern, sein Bruder und Konkurrent Friedrich XII. von Hohenzollern.

## Leben
Zur Zeit Eitel Friedrichs waren die schwäbischen Hohenzollern durch Trennungen der Linie, Aufteilungen des Territoriums und auch Verkäufe bereits stark geschwächt. Die Landesteilung des Jahres 1402 brachte eine Zuspitzung der Krise. Das schwäbische Erbe wurde zwischen den Brüdern Eitel Friedrich und Friedrich XII., genannt der Öttinger, aufgeteilt.
Burg Hohenzollern, die Stammburg der Familie, sowie die Stadt Hechingen und eine Mühle verblieben im Gemeinschaftseigentum. Es kam zum Streit zwischen den beiden Brüdern um den Nachlass. Eitel Friedrich belagerte 1422 die vom Bruder gehaltene Stammburg, wobei er den Schwäbischen Städtebund und das Haus Württemberg als Verbündete auf seiner Seite hatte. Nach zehnmonatiger Belagerung siegten die Verbündeten im Jahr 1423, König Sigismund befahl die Zerstörung der Zollernburg und verbot ihren Wiederaufbau für alle Zeit. Eitel Friedrich beteiligte sich nicht an der Zerstörung.
Über den kinderlosen Friedrich XII. wurde vom kaiserlichen Hofgericht zu Rottweil die Reichsacht verhängt. In der Achtserklärung von 1418 wurde festgehalten, die Besitzungen des Bruders sollten voll und ganz an Eitel Friedrich fallen. 1423 kamen die gesamten Besitzungen der Hohenzollern in das Eigentum der Württemberger. Außerdem befand sich Friedrich XII. von 1428/29 bis 1440 in württembergischer Gefangenschaft, sodass ab 1429 die Regierung des Gebiets in Eitel Friedrichs Hand lag. Eigentlich hätte der Graf bereits 1418 die Regierung antreten sollen, doch die Ereignisse verunmöglichten dies.
Große Teile des Besitzes waren nicht zuletzt durch Friedrich XII. an die Grafen von Württemberg, die schärfsten Rivalen um die zollernsche Selbstständigkeit, verkauft worden. So galt es vor allem, den Konflikt mit diesen Grafen zu vermeiden und die Landesherrschaft im Inneren zu konsolidieren. Zu diesem Zwecke wurde 1429 ein Erbvertrag mit dem Haus Württemberg abgeschlossen. Dies was allerdings riskant, denn sollten die schwäbischen Hohenzollern im Mannesstamm aussterben, würde die Grafschaft an die Württemberger fallen. Eitel Friedrich wurde 1433 ein Sohn geboren. Dieser führte den Namen Jost Nikolaus I.
Der Graf ließ zudem ein Archiv neu organisieren, um Daten über seinen Besitz zur Verfügung zu haben. Die Güter- und Finanzverwaltung wurde ebenso neugeordnet.

## Nachfahren

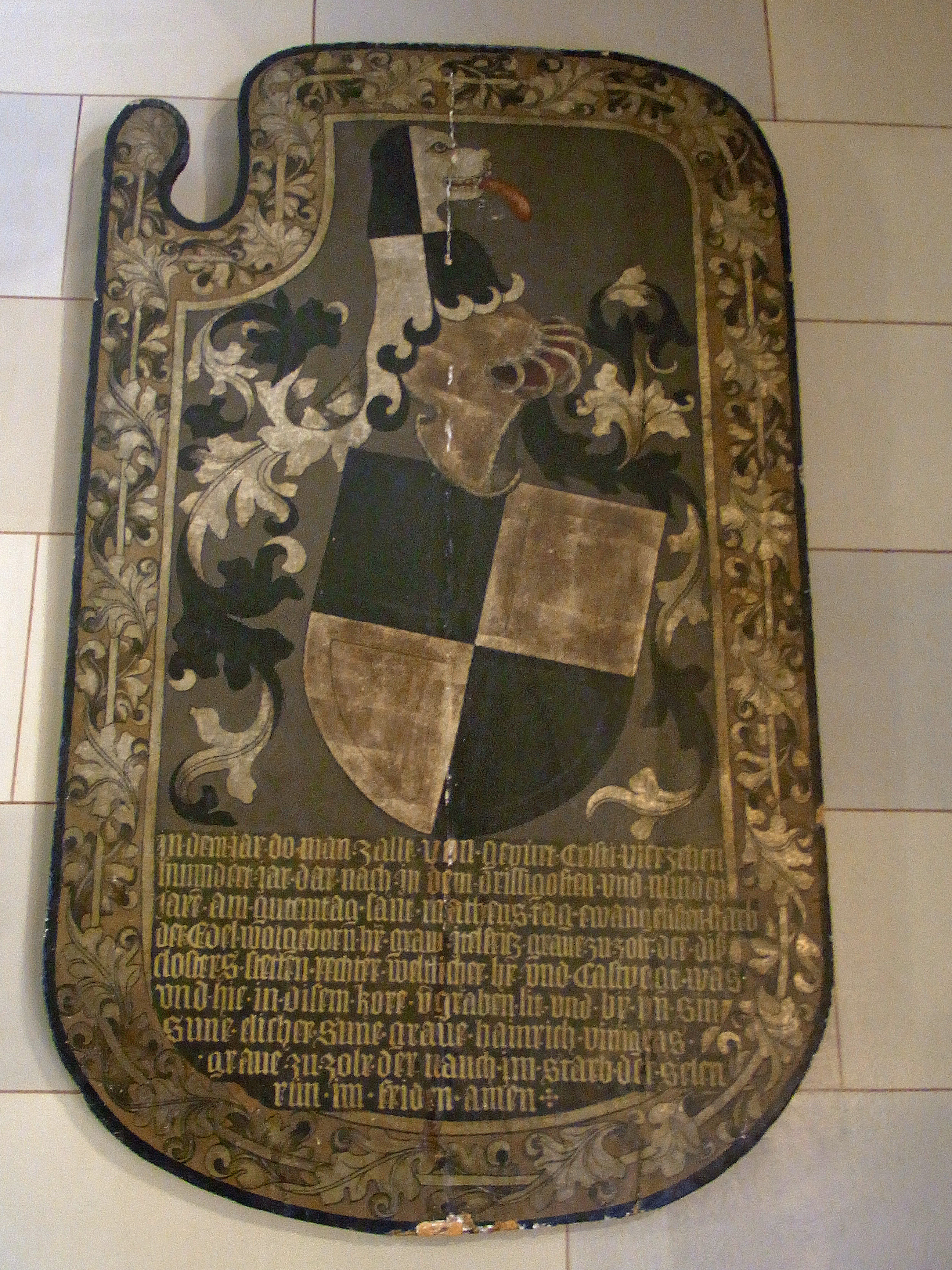
Totenschild Eitel Friedrichs; früher Kloster Stetten, heute Burg Hohenzollern

Eitel Friedrich war mit Ursula, geborene von Rhäzüns († 17. Februar 1477), verheiratet. Sie war die Erbtochter von Georg Brun von Rhäzüns. Nach dem Tod Eitel Friedrichs heiratete sie Sigmund von Hohenberg († vor 1440). Nach heftigen Erbstreitigkeiten erbten die Zollern 1461 die Herrschaft Rhäzüns. Aus der Ehe gingen folgende Kinder hervor:
- Jost Nikolaus I. (* 1433; † 9. Februar 1488)
- Heinrich (* 1434, (8. September 1438?); † 1458 ?)
- Adelheid († 8. Februar 1502) Äbtissin in Oberstenfeld